# 渡辺俊幸
渡辺 俊幸（わたなべ としゆき、1955年〈昭和30年〉2月3日 - ）は、日本の作曲家、編曲家、指揮者、音楽プロデューサー。日本音楽著作権協会（JASRAC）理事。洗足学園音楽大学名誉教授。祖父は渡邊工業社長・名古屋螺子製作所（現：メイラ株式会社）創業者の渡辺俊雄、父は同じく作曲家の渡辺宙明、息子はナレーターと声優の渡辺眞伍、娘は芸術家アイドルのマコ・プリンシパル。

## 略歴
愛知県名古屋市生まれ。青山学院高等部在学中に、矢野顕子らと共にジャズバンドを結成するが、矢野の中退と共に解散。青山学院大学入学と同時に赤い鳥にドラマーとして参加し、大学生ながらプロ活動を始める。当時の芸名は渡辺としゆき。赤い鳥解散後は、短期間、グループ「ハミングバード」を結成し活動した。その後、フォーク・デュオ、グレープのサポート・ミュージシャンを経て、ソロ・デビューしたさだまさし専属の音楽プロデューサー及び編曲家として活動。
1979年（昭和54年）アメリカに留学し、バークリー音楽大学にてクラシックおよびジャズの現代的な作・編曲技法を修業し、また、ボストン音楽院にて指揮法を学ぶ。さらに、ロスアンジェルスに赴き、作・編曲家アルバート・ハリスの下でハリウッド・スタイルの管弦楽法と映画のための作曲技法を学ぶ。
帰国後は、引き続きさだまさし専属のミュージカル・プロデューサー及びアレンジャーを務める一方で、作曲家として数多くの映画、テレビドラマ、アニメーションなどの音楽を担当している。
2003年（平成15年）8月オーケストラ・アンサンブル金沢のポップス・ディレクターに就任したことを機に、ポップス・オーケストラの指揮活動も積極的に行っている。
未来の音楽家の育成にも力を注いでおり、洗足学園音楽大学教授として、映画音楽やポップスなどの商業音楽に特化した作曲、編曲のための技法を学ぶためのカリキュラムを構築。2010年より音楽音響デザインコースの統括責任者・教授に就任する。その後2020年4月の客員教授就任を経て、2025年3月には同大学を定年退職、名誉教授の称号を受けた。
2011年平原綾香「おひさま〜大切なあなたへ」（NHK連続テレビ小説「おひさま」主題歌）にて第53回日本レコード大賞編曲賞を受賞している。
2022年10月、さだの所属事務所さだ企画の関連会社「株式会社まさし」と所属契約を結んだ。

## 人物
中学生時代にラジオ番組『ミッドナイト東海』の楽曲募集に応募し、1位を獲得したことがある。
高校生時代は、上京して父と二人で暮らしていたが、当時はドラムに熱中していたため父の仕事には無関心であったという。しかし、カーペンターズの楽曲に惹かれ音楽理論に興味を持ち、父に相談しヤマハの作曲・編曲教室へ通うようになった。
さだとは赤い鳥時代にグレープが同じ事務所であったことから親しくなった。グレープ解散時にはさだからバンドに誘われたが、渡辺はさだが一人でやるほうがいいと進言し、ソロ活動するさだのプロデューサーとなった。
映画音楽に興味を持ったきっかけは、さだのアルバムレコーディングで渡米した際に映画『未知との遭遇』を観たことであった。英語がわからなかったこともあり、ジョン・ウィリアムズによる音楽が特に印象に残ったと述懐している。そこから日米での音楽教育の違いを感じ、アメリカ留学に至ったという。留学先で話題になっていた日本人指揮者の小澤征爾の演奏を聴いて衝撃を受け、フルオーケストラの作曲を目指すようになる。
テレビアニメ『銀河漂流バイファム』は、音楽を担当していたワーナー・パイオニアのディレクターが父と繋がりがあったことから抜擢された。特撮テレビドラマ『救急戦隊ゴーゴーファイブ』では、親子二代でスーパー戦隊シリーズを担当することとなった。

## 作品

### 純音楽
- 交響的幻想曲「能登」（2003年）
- ファンファーレ・フォー・ザ・セレブレーション（2003年）
- Essay for Drums and Small Orchestra（2006年）
- 祝典序曲 輝ける勇者たち（2008年）
- パーカッションのための協奏曲（2011年）
- 生まれくる命への祈り（2013年）

### テレビアニメ・OVA
- 銀河漂流バイファム（1983年）
  - 銀河漂流バイファム13（1998年）
- 昭和アホ草紙あかぬけ一番!（1985年）
- ボスコアドベンチャー（1986年）
- 機甲戦記ドラグナー（1987年）[注釈 4]
- アイドル伝説えり子（1989年）
- ピーターパンの冒険（1989年）
- ふくやま劇場 なつのひみつ （1990年）
- 三つ目がとおる（1990年）
- 太陽の勇者ファイバード（1991年）
- シークエンス（1992年）
- ふぁんたじあ（1993年）
- 平成イヌ物語バウ（1993年）[8]
- 無責任艦長タイラー（OVAシリーズ）（1995年）
- 少年サンタの大冒険!（1996年）
- 熱沙の覇王ガンダーラ (1998年)
- デビルマンレディー（1998年）
- ゼノ かぎりなき愛に（1999年）
- 破邪巨星Gダンガイオー（2001年）
- アガサ・クリスティーの名探偵ポワロとマープル（2004年）
- 宇宙兄弟（2012年）
- 銀河機攻隊 マジェスティックプリンス（2013年）
- 新幹線変形ロボ シンカリオン
  - 新幹線変形ロボ シンカリオン（第1期）（2018年）
  - 新幹線変形ロボ シンカリオンZ（2021年）[注釈 5]

### 報道番組
- NHKニュース
  - 正午（2009年4月 - 2020年3月）
  - 18時（2009年4月 -2020年3月）
- NHKニュース7（5代目：2009年4月 - 2011年5月）
- FNNスーパーニュース（2011年4月 - 2012年3月）

### テレビドラマ
- オレゴンから愛（1984年）[注釈 6]
- たけしくん、ハイ!（1985年）
  - 続・たけしくん、ハイ!（1986年）
- あいつと私（1986年）
- 連続テレビ小説
  - ノンちゃんの夢（1988年）
  - かりん（1993年）
  - どんど晴れ（2007年）
  - おひさま（2011年）
- 七人の女弁護士（1991年）
- 雲霧仁左衛門（1991年）
- 同窓会（1993年）
- 大地の子（1995年）[9]
- 忠臣蔵（1996年）
- 大河ドラマ
  - 毛利元就（1997年）
  - 利家とまつ〜加賀百万石物語〜（2002年）
- 司馬遼太郎の功名が辻（1997年）
- 平手造酒 利根の決闘（1997年、フジテレビ）
- 隠密奉行朝比奈（1998年、1999年）
- 救急戦隊ゴーゴーファイブ（1999年）
- 外科医有森冴子（2000年、SP版のみ）
- 一絃の琴（2000年）
- 夢みる葡萄〜本を読む女〜（2003年）
- 虹のかなた（2004年）
- 優しい時間（2005年）
- ハルとナツ 届かなかった手紙（2005年）
- 名奉行!大岡越前（2005年、2006年）
- がきんちょ〜リターン・キッズ〜（2006年）
- 家族〜妻の不在・夫の存在〜（2006年）
- 遠山の金さん（2007年）
- お・ばんざい!（2007年）
- 海峡（2007年）[注釈 7]
- 落日燃ゆ（2009年）
- 遥かなる絆（2009年）
- 八日目の蝉（2010年）
- 浅見光彦シリーズ
- モリのアサガオ（2010年）
- 花嫁の父（2012年）
- 浪花少年探偵団（2012年）
- 第二楽章（2013年）
- かすてぃら（2013年）
- あさきゆめみし 〜八百屋お七異聞（2013年）
- 木曽オリオン（2014年）
- わが家（2015年）
- かぶき者 慶次（2015年）
- ちゃんぽん食べたか（2015年）

### 映画
- 細雪（1983年、大川新之助と共同）
- 私を抱いてそしてキスして（1992年）
- レッスン LESSON（1994年）
- 平成モスラシリーズ
  - モスラ（1996年）[2]
  - モスラ2 海底の大決戦（1997年）[2]
  - モスラ3 キングギドラ来襲（1998年）[2]
- サトラレ（2001年）
- 解夏（2004年）
- UDON（2006年）
- 天国はまだ遠く（2008年）
- ぼくとママの黄色い自転車（2009年）
- 瞬 またたき（2010年）
- カルテット!（2011年）
- 宇宙兄弟＃0（2014年）
- おかあさんの木（2015年）
- 劇場版マジェスティックプリンス－覚醒の遺伝子－（2016年）
- 家族の日（2016年）
- 劇場版 マジンガーZ ／ INFINITY（2018年）
- 劇場版 新幹線変形ロボ シンカリオン 未来からきた神速のALFA-X （2019年[10]）

### その他
- カーテン・コール（1985年） - 高田みづえのラスト・シングル「チャイナ・ライツ(China Lights)」のB面曲で、編曲を担当[注釈 8]。
- 今日のホームラン（1990年代前半）
- シェンムー (1999年) - ドリームキャスト用ゲーム
- オウバードフォース（1996年） - プレイステーション用戦略シミュレーションゲーム
  - オウバードフォースアフター（1998年） - プレイステーション用戦略シミュレーションゲーム
- チェイス・ザ・エクスプレス(2000年) - プレイステーション用ゲーム
- 「葉っぱのフレディ〜いのちの旅〜」（2001年） - アニメーションビデオ（NHKエンタープライズ21、国際花と緑の博覧会記念協会）[11]
- 2005年日本国際博覧会（愛知万博）テーマ曲「愛・未来」ほか、万博の開・閉会式で使用されたフェスティバルファンファーレ・祝典曲など
- 超神ネイガーイメージソング「超神ネイガー 〜正義ノ稲穂〜」（作詞：高橋大、歌：水木一郎）
- 「風の環の歌」（作詞：湯川れい子、歌：ヤドランカ、武藤順九の彫刻「風の環」にちなむ）